# Sapromyzosoma quadripunctata
Sapromyzosoma quadripunctata is een vliegensoort uit de familie Lauxaniidae. De wetenschappelijke naam werd gepubliceerd in 1758 door Carl Linnaeus in de tiende editie van Systema naturae.